# Sayed Mohammad Hashemi
Sayed Mohammad Hashemi (* 2. März 1994 in Kabul) ist ein afghanischer Fußballspieler. Seit 2013 spielt er beim afghanischen Erstligisten Shaheen Asmayee und ist aktueller Nationalspieler.

## Karriere
Hashemi studiert Wirtschaftswissenschaften an der American University of Afghanistan in Kabul. Seine Karriere begann er beim Feruzi FC. Seit der Saison 2013 spielt der Abwehrspieler bei Shaheen Asmayee in der Afghan Premier League und wurde bisher dreimal afghanischer Meister. 
Seit 2015 war Hashemi Kapitän der afghanischen U-23-Nationalmannschaft; in vier Spielen konnte er ein Tor erzielen. Bei der A-Nationalmannschaft debütierte er am 6. Februar 2015 gegen Pakistan (1:2) und nahm an der Südasienmeisterschaft 2015 teil, wo man am Ende den zweiten Platz hinter Indien belegte. Unter Petar Šegrt entwickelte Hashemi sich zum Stammspieler in der Innenverteidigung der Nationalmannschaft, aber nachdem dieser zurücktrat, wurde er unter Segrts Nachfolger Otto Pfister nicht mehr berücksichtigt. Stattdessen spielte er als Kapitän der U-23-Nationalmannschaft im Juli 2017 wieder um die Qualifikation zur U-23-Asienmeisterschaft 2018, die letztendlich nicht gelang. Mit seinem Einsatz gegen Bahrain am 23. Juli 2017 wurde er neben Roholla Iqbalzadeh zum Rekord-U-23-Nationalspieler mit insgesamt sieben Einsätzen. 

## Erfolge
Nationalmannschaft
- Vize-Südasienmeister: 2015

Shaheen Asmayee
- Afghanischer Meister: 2013, 2014, 2016